# Ісиди
Ісиди (Issidae) — родина напівтвердокрилих комах з підряду шиєхоботних (Auchenorrhyncha). Поширені у Північній півкулі.

## Опис
Дрібні комахи, як правило, з кремезним тілом, оскільки крила в основному розвинені в ширину. Основне забарвлення тіла не кидається в очі, зазвичай має коричневі кольори. Голова має два вічка. Передні крила мають міцні виражені ребра. Ними обгортається черевце, коли комаха знаходиться в спокої.

## Класифікація
Поділ згідно з Fulgoromorpha Lists On the Web:
Підродина Hemisphaeriinae Melichar, 1906
- Триба Hemisphaeriini Melichar, 1906
  - Рід Gergithus
  - Рід Hemisphaerius
- Триба Kodaianellini Wang, Zhang & Bourgoin, 2016
- Триба Parahiraciini Cheng & Yang, 1991
  - Рід †Bolbossus Gnezdilov & Bourgoin, 2016
- Триба Sarimini Wang, Zhang & Bourgoin, 2016

Підродина Hysteropterinae Melichar, 1906
- Agalmatium Emeljanov, 1971
- Falcidius Stål, 1866
- Hysteropterum Amyot & Audinet-Serville, 1843 - type genus
- †Cubicostissus Bourgoin & Nel, 2020

Підродина Issinae
- †Issites Haupt, 1956
- Issus Brullé, 1832 – type genus
- Latissus Dlabola, 1974
- Sinonissus Wang, Shi & Bourgoin, 2018

Підродина Thioniinae
- Триба Cordelini Gnezdilov, 2019
  - Cordela Gnezdilov, 2019
- Триба Guianaphrynini Gnezdilov, 2018
  - Guianaphryna Gnezdilov, 2018
- Триба Thioniini Melichar, 1906
  - Amnisa Stal, 1862
  - Diceroptera Gnezdilov, 2011
  - Dracela Signoret, 1861
  - Heremon Kirkaldy, 1903
  - Oronoqua Fennah, 1947
  - Paranipeus Melichar, 1906
  - Proteinissus Fowler, 1904
  - Thioniamorpha Metcalf, 1938
  - Thioniella Metcalf, 1938
  - Aplos Gnezdilov, 2018
  - Cheiloceps Uhler, 1895
  - Fowlerium Gnezdilov, 2018
  - Thionia Stal, 1859
  - Waorania Gnezdilov & Bartlett, 2018

Issidae incertae sedis
- Abolloptera Gnezdilov & O'Brien, 2006
- Argepara Gnezdilov & O'Brien, 2008
- Aztecus Gnezdilov & O'Brien, 2008
- Balduza Gnezdilov & O'Brien, 2006
- Bumaya Gnezdilov & O'Brien, 2008
- Carydiopterum Gnezdilov, 2017
- Delongana Caldwell, 1945
- Exortus Gnezdilov, 2004
- Gilda Walker, 1870
- Incasa Gnezdilov & O'Brien, 2008
- Kathleenum Gnezdilov, 2004
- Paralixes Caldwell, 1945
- Sarnus Stål, 1866
- Stilbometopius Gnezdilov & O'Brien, 2006
- Traxanellus Caldwell, 1945
- Traxus Metcalf, 1923
- Tylanira Ball, 1936
- Ulixes Stål, 1861
- Ulixoides Haupt, 1918

Викопні форми Uphodato Szwedo 2019, Krundia Szwedo 2019 and Breukoscelis Szwedo 2019, які датуються еоценом, за описом вважалися членами цієї родини, однак інші автори вважали віднесення до Issidae сумнівним.